# Сарулешти-Гара (Калараш)
Сарулешти-Гара (рум. Sărulești-Gară) насеље је у Румунији у округу Калараш у општини Сарулешти. Oпштина се налази на надморској висини од 58 m.

## Становништво
Према подацима из 2002. године у насељу је живело 1585 становника.

### Попис2002.
| Расподела становништва по националности 2002.‍ | Расподела становништва по националности 2002.‍ | Расподела становништва по националности 2002.‍ | Расподела становништва по националности 2002.‍ | Расподела становништва по националности 2002.‍ |
| --------------------------------------------- | --------------------------------------------- | --------------------------------------------- | --------------------------------------------- | --------------------------------------------- |
|                                               |                                               |                                               |                                               |                                               |
| Румуни                                        | Румуни                                        |                                               | 1.148                                         | 72,4%                                         |
| Роми                                          | Роми                                          |                                               | 437                                           | 27,6%                                         |